# Dumetia
Dumetia – rodzaj ptaków z rodziny tymaliowatych (Timaliidae).

## Występowanie
Rodzaj obejmuje gatunki występujące w południowej Azji (Indie, Nepal i Sri Lanka).

## Morfologia
Długość ciała 13 cm, masa ciała 10–17 g.

## Systematyka
Rodzaj zdefiniował w 1852 roku brytyjski zoolog Edward Blyth w publikacji własnego autorstwa poświęconej spisowi katalogowemu ptaków ze zbiorów Museum Asiatic Society. Blyth wymienił dwa gatunki – Timalia hyperythra Franklin, 1831 i Malacocercus albogularis Blyth, 1847 – z których gatunkiem typowym jest (późniejsze oznaczenie) Timalia hyperythra Franklin, 1831 (kurtnik rdzawy).

### Etymologia
- Dumetia: łac. dumetum, dumeti ‘gąszcz’, od dumus, dumi  ‘kolczasty krzew’[5].
- Rhopocichla: gr. ῥωψ rhōps, ῥωπος rhōpos ‘krzew, krzak’; κιχλη kikhlē ‘drozd’[6]. Gatunek typowy (oryginalne oznaczenie): Brachypteryx atriceps Jerdon, 1839.

### Podział systematyczny
Do rodzaju należą następujące gatunki:
- Dumetia hyperythra (Franklin, 1831) – kurtnik rdzawy
- Dumetia atriceps (Jerdon, 1839) – kurtnik czarnoczelny